# Флоренс-Грејам (Калифорнија)
Флоренс-Грејам (енгл. Florence-Graham) насељено је место без административног статуса у америчкој савезној држави Калифорнија.

## Демографија
По попису из 2010. године број становника је 63.387, што је 3.19 (5,3%) становника више него 2000. године.
| Група             | 2000.          | 2010.          |
| Белци             | 587 (1,0%)     | 422 (0,7%)     |
| Афроамериканци    | 7.908 (13,1%)  | 5.861 (9,2%)   |
| Азијати           | 70 (0,1%)      | 150 (0,2%)     |
| Хиспаноамериканци | 51.712 (85,9%) | 57.066 (90,0%) |
| Укупно            | 60.197         | 63.387         |